# 13114 Isabelgodin
13114 Isabelgodin este un asteroid din centura principală de asteroizi.

## Descriere
13114 Isabelgodin este un asteroid din centura principală de asteroizi. A fost descoperit pe 19 septembrie 1993 la Caussols de Eric Walter Elst. Asteroidul prezintă o orbită caracterizată de o semiaxă mare de 2,79 ua, o excentricitate de 0,04 și o înclinație de 12,1° în raport cu ecliptica.